# Język mambwe-lungu
Język mambwe-lungu – język z rodziny bantu używany przez ludy Mambwe i Lungu na południowym brzegu jeziora Tanganika, na terenie Zambii i Tanzanii. W 2006 roku językiem tym mówiło 674 000 osób, w tym 379 000 w Zambii.
Należą tu dialekty mambwe, lungu oraz używany przez lud Fipa, na jego północnym zasięgu, mambwe-fipa. Termin mambwe-fipa używany jest również na określenie grupy językowej obejmującym języki fipa, język mambwe-lungu oraz kilka innych blisko spokrewnionych.